# When We Meet Again
When We Meet Again er en dansk kortfilm fra 2017 instrueret af William Sehested Høeg.

## Medvirkende
- Elias Munk, Mads
- Trine Appel, Mor
- Henning Valin Jakobsen, Far
- Roberta Reichhardt, Sara